# Comtat de Baldwin (Alabama)
El comtat de Baldwin és un comtat dels Estats Units a Alabama. Segons el cens del 2020, la població era de 231,767. La seu del comtat és Bay Minette. El comtat es diu així en honor d'Abraham Baldwin.